# Cleopatra (1917)
Der Stummfilm Cleopatra des kanadischen Regisseurs J. Gordon Edwards erschien im Jahr 1917 in den USA und handelt von der ägyptischen Königin Kleopatra. Er basiert auf dem gleichnamigen Roman von H. Rider Haggard, dem Theaterstück Cléopâtre von Émile Moreau und Victorien Sardou und dem Stück Antonius und Cleopatra von William Shakespeare und gilt heute (bis auf wenige Fragmente) als verschollen. 

## Inhalt
Kleopatra, die Herrscherin Ägyptens, bringt den römischen Staatsmann Gaius Julius Caesar durch eine List dazu, ihren äußerlichen Reizen zu erliegen. Gemeinsam wollen sie die Welt regieren, bis Caesar stirbt. Kleopatras Leben wird von den Priestern bedroht, denn die Herrschaft der mutigen Frau ist unerträglich geworden. Der Hohepriester Pharon erhält einen heiligen Dolch, mit dem er ihr das Leben nehmen soll. Stattdessen schenkt er ihr seine Liebe und führt sie, als sie Geld braucht, zum Grab ihrer Vorfahren, wo sie der Mumie den Schatz aus der Brust reißt. Mit dem Schatz geht sie nach Rom, um Marc Anton zu treffen. Er lässt die Staatsgeschäfte ruhen und reist mit ihr nach Alexandria, wo sie sich vergnügen. Antonius wird nach Rom zurückgerufen und heiratet Octavia, aber seine Seele liebt Kleopatra noch immer. Er schickt ihr eine Nachricht, dass sie ihre Schiffe bewaffnen und ihn bei Actium treffen soll, wo sie gegen die feindlichen Truppen kämpfen. Sie unterliegen und fliehen nach Alexandria. Dort werden sie von Octavius gefangen genommen und Antonius stirbt in Kleopatras Armen. Bevor Kleopatra hinter die Räder von Octavius’ Wagen gezogen wird, bringt ihr Pharon, der sie immer geliebt hat, die Schlange, die sie freudig an ihre Brust drückt, und sie stirbt königlich mit der Krone auf dem Kopf und dem Zepter in der Hand.

## Produktion
Cleopatra war einer der teuersten Hollywoodfilme, die bis dahin produziert worden waren, mit besonders aufwendigen Kulissen und Kostümen. Nach Angaben des Studios kostete der Film 500.000 Dollar und beschäftigte 2.000 Personen hinter den Kulissen. Theda Bara trat in verschiedenen, zum Teil recht gewagten Kostümen auf. Der Film war seinerzeit ein großer Erfolg.
Gedreht wurde am Dominquez Slough in der Nähe von Long Beach, Kalifornien. Die im Film verwendete Thronstütze befand sich Jahre später im Besitz von Leon Schlesinger Productions. Der Verkauf nach der Übernahme dieser Firma durch Warner Bros. ist nicht bekannt.